# Spacehey
Spacehey (Eigenschreibweise: SpaceHey) ist ein englischsprachiges soziales Netzwerk, das von der tibush GmbH mit Sitz im süddeutschen Pfullingen betrieben wird. Spacehey ist ein Nostalgie-Projekt. Es orientiert sich an der Optik und der Funktionalität des sozialen Netzwerks Myspace Mitte der 2000er-Jahre, steht jedoch in keiner geschäftlichen Verbindung zu Myspace.

## Geschichte
Spacehey wurde 2020 von dem damals 18-jährigen deutschen Schüler Anton Röhm gegründet und entwickelt. Röhm trat unter dem Pseudonym „An“ bzw. „AnTheMaker“ auf, bis im August 2021 seine Identität bekannt wurde, als er als Sprecher auf der TINCON 2021 angekündigt wurde. Röhm gibt an, in den 2000er-Jahren selbst nie Myspace genutzt zu haben, da er damals zu jung gewesen sei:

“I never came to use Myspace. However, thanks to older friends and the internet, I heard a lot about it. I came to the conclusion that you can't find something like this nowadays, where everyone can be this creative.”

„Ich hatte nie die Gelegenheit, Myspace zu benutzen. Ich habe jedoch viel darüber von älteren Freunden und über das Internet gehört. Ich habe festgestellt, dass man so etwas, wo jeder so kreativ sein kann, heutzutage nicht mehr findet.“

Offizieller Start von Spacehey war am 26. November 2020. Am 29. November postete Röhm einen Beitrag bei Product Hunt, wo das Netzwerk den Titel #1 Product of the Day verliehen bekam. Durch den Beitrag bei Product Hunt kam Spacehey innerhalb weniger Tage zu mehreren tausend Anmeldungen. Am 1. Dezember wurden Journalisten auf das Projekt aufmerksam: das Business-Magazin Fast Company veröffentlichte ein Interview mit dem Gründer. Bereits Ende Dezember hatte das Netzwerk nach eigenen Angaben über 10.000 registrierte Nutzer; im Februar 2021 knackte es die 100.000er-Marke.
Nachdem die Anzahl der angemeldeten Benutzer auf Spacehey Mitte Oktober noch 150.000 erreichte, wuchs sie zwischen dem 11. und dem 13. November 2021 innerhalb kürzester Zeit erst auf 200.000 und dann auf über 300.000 an. Am frühen Morgen des 12. November (deutscher Zeit) erreichte Spacehey verbunden mit Tweets rund um Myspace-Nostalgie-Gefühle die US-Twitter-Trends. In der Folge berichteten erneut zahlreiche renommierte Medien wie Bloomberg über das Netzwerk.
Röhm ist nach wie vor der einzige Entwickler bei Spacehey. Die Betreuung der Plattform ist für ihn inzwischen ein Vollzeitjob.
Am 4. April 2022 überschritt SpaceHey die 500.000-Nutzer-Schwelle, im August 2024 die eine Million Nutzer.

## Funktionalität
Spacehey ist ohne Anmeldung zugänglich. Um selbst Inhalte zu veröffentlichen oder mit anderen Benutzern zu interagieren, muss jedoch ein Benutzerkonto erstellt werden. Dafür ist lediglich die Angabe einer E-Mail-Adresse und das Festlegen eines Passworts nötig.
Spacehey verfügt über viele der Grundfunktionen, die auch das 2000er-Jahre-Myspace hatte, beispielsweise Profilseiten, Blogs, Foren, Bulletins, Notifications und Gruppen. In einem Blogeintrag erklärte Röhm, dass es derzeit nicht möglich sei, die von vielen Benutzern gewünschte Galerie-Funktion zu implementieren, da dies zu viel Speicherplatz benötigen würde. Dies würden die vorhandenen finanziellen Mittel (siehe dazu den folgenden Abschnitt) derzeit nicht hergeben.
Ein besonderer Gesichtspunkt von Spacehey ist die umfassende individuelle Anpassbarkeit des Benutzerprofils mittels HTML und CSS. Auch diese Funktionen hat Spacehey von Myspace übernommen. Es finden sich mittlerweile auch Blogbeiträge mit Sammlungen besonders schön und / oder kreativ gestalteter Profile. Daraus ergeben sich jedoch auch Sicherheits-Probleme: Per HTML können User in ihre Profile externe Inhalte einbinden, die für den Besucher des Profils potentiell schädlich sein könnten. Aus diesem Grund wird jedem Besucher beim erstmaligen Aufrufen einer Profilseite vom System ein Hinweis angezeigt, der auf diese Risiken aufmerksam macht und auf die Datenschutzerklärung von Spacehey verweist.
Anders als MySpace ermöglicht es Spacehey dem Benutzer, Beiträge auf anderen Social-Media-Plattformen teilen. Außerdem sind Einbettungen von YouTube-, Spotify-, SoundCloud-, Bandcamp- und Mixcloud-Inhalten möglich.

## Finanzierung
Die Nutzung von Spacehey ist komplett kostenfrei. In einem Blogbeitrag vom Dezember 2020 rief Röhm dazu auf, ihm Ideen für die Finanzierung zuzusenden. Seit Dezember 2020 besteht die Möglichkeit, das Netzwerk durch den Kauf von Aufklebern zu unterstützen. Nach dem Kauf wird auf der Plattform neben dem Namen des Käufers ein „Unterstützer-Abzeichen“ angezeigt. Zwischenzeitlich gab es auch eine limitierte Auflage von Merchandise-Artikeln, die käuflich erworben werden konnten.

## Rezeption
Seit der Gründung berichteten weltweit zahlreiche Onlinemedien über Spacehey, darunter auch das deutschsprachige t3n und renommierte US-amerikanische Medien wie BuzzFeed und die New York Post. Im Februar 2021 häufte sich die Berichterstattung nochmals. Am 1. März 2021 strahlte BBC Radio Oxford ein Telefoninterview mit Anton Röhm aus.
Zahlreiche Benutzer auf Spacehey sind von der Idee eines Myspace-Nachbaus begeistert und bedanken sich bei Röhm für die Umsetzung. Auch in anderen sozialen Medien finden sich überwiegend positive Reaktionen. Insbesondere viele ehemalige Myspace-Nutzer fühlen sich von Spacehey in alte Zeiten zurückversetzt. Viele Benutzer loben die friedliche und positive Atmosphäre auf Spacehey, die sie in anderen sozialen Netzwerken vermissen würden.
Positiv hervorgehoben wird auch die Tatsache, dass Spacehey wenig sozialen Druck auf die Benutzer ausübt. So schreibt Jörn Brien auf t3n.de: „Newsfeeds oder Algorithmen, die die Aufmerksamkeit der Nutzer binden, sowie der Druck, um Likes und Retweets zu buhlen, fehlen. Kommentare etwa werden in chronologischer Reihenfolge angezeigt.“
Kritik erntete Spacehey unter anderem für den einfach gestrickten Spam-Schutz: Der Journalist Clive Thompson wollte in seinem Profil angeben, dass er sich für das Werk der amerikanischen Dichterin Emily Dickinson interessiert. Dieser Eintrag wurde vom System blockiert. Thompson führte dies auf die Buchstabenfolge „Dick“ zurück – im Englischen eine vulgäre Bezeichnung für das männliche Geschlechtsteil. Thompson nahm diesen „Vorfall“ jedoch mit Humor.